# Prémio Goya de Honra
O Prêmio Goya de honra é o galardão que concede a Academia das Artes e as Ciências Cinematográficas de Espanha a um cineasta de qualquer das especialidades como reconhecimento a toda uma vida de dedicação à indústria do cinema. Estes galardões foram outorgados pela primeira vez durante a I edição de 1986.
Unicamente os intérpretes Rafaela Aparicio, Tony Leblanc, Alfredo Landa e os guionistas Rafael Azcona e Mario Camus ganharam outro prêmio Goya em suas respectivas categorias.
Seguidamente encontram-se todos os intérpretes candidatos aos Prémios Goya de honra.

## Vencedores
| Ano  | Edição        | Vencedor                            | Profissão                                                                                      |
| ---- | ------------- | ----------------------------------- | ---------------------------------------------------------------------------------------------- |
| 1986 | I edição      | José F. Aguayo (1911-1999)          | Director de fotografia                                                                         |
| 1987 | II edição     | Rafaela Aparicio (1906-1996)        | Actriz                                                                                         |
| 1988 | III edição    | Império Argentina (1910-2003)       | Actriz                                                                                         |
| 1989 | IV edição     | Victoriano López García (1910-1995) | Director do Instituto de Investigações e Experiências Cinematográficas (IIEC)                  |
| 1990 | V edição      | Enrique Alarcón (1917-1995)         | Director artístico                                                                             |
| 1991 | VI edição     | Emiliano Pedra (1931-1991)          | Produtor                                                                                       |
| 1992 | VII edição    | Manuel Mur Oti (1908-2003)          | Director de cinema e roteirista                                                                |
| 1993 | VIII edição   | Tony Leblanc (1922-2012)            | Actor                                                                                          |
| 1994 | IX edição     | José María Forqué (1923-1995)       | Director de cinema, roteirista e produtor                                                      |
| 1995 | X edição      | Federico G. Larraya (1924-1998)     | Director de fotografia                                                                         |
| 1996 | XI edição     | Miguel Picazo (1927-2016)           | Director de cinema, roteirista e actor                                                         |
| 1997 | XII edição    | Rafael Azcona (1926-2008)           | Roteirista                                                                                     |
| 1998 | XIII edição   | Rafael Alonso (1920-1998)           | Actor                                                                                          |
| 1999 | XIV edição    | Antonio Isasi-Isasmendi (1927-)     | Director de cinema, roteirista, montador e produtor                                            |
| 2000 | XV edição     | José Luis Dibildos (1929-2002)      | Produtor e roteirista                                                                          |
| 2001 | XVI edição    | Juan Antonio Bardem (1922-2002)     | Director de cinema e roteirista                                                                |
| 2002 | XVII edição   | Manuel Alexandre (1917-2010)        | Actor                                                                                          |
| 2003 | XVIII edição  | Héctor Alterio (1929-)              | Actor                                                                                          |
| 2004 | XIX edição    | José Luis López Vázquez (1922-2009) | Actor                                                                                          |
| 2005 | XX edição     | Pedro Masó (1927-2008)              | Director de cinema, roteirista e produtor                                                      |
| 2006 | XXI edição    | Tedy Villalba (1935-2009)           | Produtor                                                                                       |
| 2007 | XXII edição   | Alfredo Landa (1933-2013)           | Actor                                                                                          |
| 2008 | XXIII edição  | Jesús Franco (1930-2013)            | Director de cinema, produtor, roteirista, actor, compositor, director de fotografia e montador |
| 2009 | XXIV edição   | Antonio Mercero (1936-)             | Director de cinema e roteirista                                                                |
| 2010 | XXV edição    | Mario Camus (1935-)                 | Director de cinema e roteirista                                                                |
| 2011 | XXVI edição   | Josefina Molina (1936-)             | Directora de cinema e roteirista                                                               |
| 2012 | XXVII edição  | Concha Velasco (1939-)              | Actriz e cantora                                                                               |
| 2013 | XXVIII edição | Jaime de Armiñán (1927-)            | Director de cinema e roteirista                                                                |
| 2014 | XXIX edição   | Antonio Bandeiras (1960-)           | Actor, director de cinema, produtor e roteirista                                               |
| 2015 | XXX edição    | Mariano Ozores (1926-)              | Director de cinema e roteirista                                                                |
| 2016 | XXXI edição   | Ana Belén (1951-)                   | Actriz, realizadora de cinema e cantora                                                        |
| 2017 | XXXII edição  | Marisa Paredes (1946-)              | Actriz                                                                                         |
| 2018 | XXXIII edição | Narciso Ibañez Serrador (1935-      | Director de cinema, de teatro e e televisão, roteirista, actor.                                |